# Плейстосейста

Ізосейсмічна карта землетрусу в Іллінойсі 1968 року. Червоним кольором показана плейстосейста.

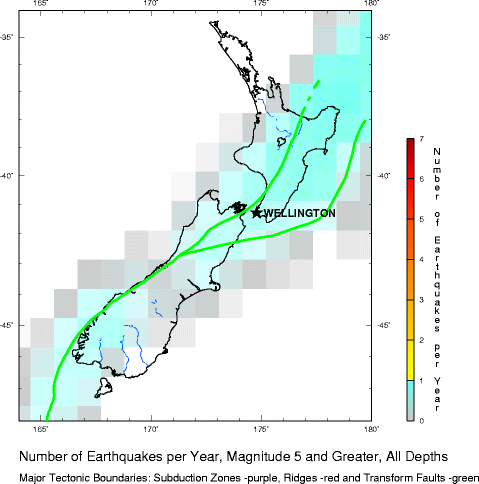
Землетрус у Новій Зеландії. Лінією обмежено зону з магнітудою 5.

Плейстосейста (рос. плейстосейста, англ. pleistoseismal line; нім. Pleistoseiste f) — лінія, яка окреслює область найбільшої інтенсивності землетрусу.

## Загальна характеристика
Площа найбільшого руйнування носить назву плейстосейстової області. Поєднуючи пункти однакової інтенсивності (або руйнування) отримують Ізосейсти. Плейстосейсти представляють лінії, що з'єднують пункти найбільшої інтенсивності (або руйнування). Тобто плейстосейста — одна з ізосейст, яка окреслює зону найбільших руйнувань.